# Yüksek Sadakat
Yüksek Sadakat este o trupă rock turcă fondată în anul 1997. A devenit mai populară în anul 2005 cu albumul ei cu același nume. Ea a reprezentat Turcia la Concursul Muzical Eurovision 2011 cu melodia Live it up..